# Christentum in Indien

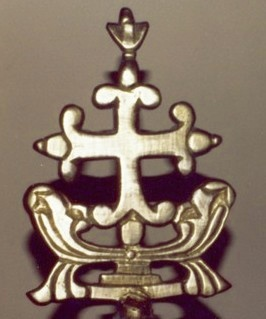
Kreuz der Thomaschristen

Das Christentum ist in Indien nach dem Hinduismus und Islam die drittgrößte Religion. In Indien leben etwa 30 Millionen Christen. Dies entspricht einem Bevölkerungsanteil von 2,3 %.
Die ersten christlichen Gemeinden sollen mit den Thomaschristen ab 53 n. Chr. aufgrund des Zeugnisses des Apostels Thomas entlang der südlichen Malabarküste entstanden sein.

## Demografie

Anteile an Christen in den jeweiligen Bundesstaaten nach der Volkszählung 2001

Laut der Volkszählung 2011 leben in Indien 27,8 Millionen Christen. Dies entspricht einem Bevölkerungsanteil von 2,3 Prozent. Damit ist das Christentum nach dem Hinduismus und Islam die drittgrößte Religion in Indien. Die christliche Bevölkerung ist dabei ungleichmäßig über die Fläche Indiens verteilt: Christliche Konzentrationen finden sich vor allem in Südindien (Kerala, Tamil Nadu, Goa), wo die Christen eine zahlenmäßig starke Minderheit bilden, sowie im Nordosten, der in Teilen eine christliche Bevölkerungsmehrheit aufweist.
Die zahlenmäßig meisten Christen leben in den beiden südindischen Bundesstaaten Kerala (6,1 Millionen) und Tamil Nadu (4,4 Millionen). In beiden Bundesstaaten stellen die Christen bei einem Bevölkerungsanteil von 18,4 bzw. 6,1 Prozent nur eine Minderheit dar. Historisch stark verwurzelt ist der christliche Glaube auch in Goa, wo sich heute noch 25,1 Prozent der Bevölkerung zum Christentum bekennen.
Stark vertreten ist das Christentum in Nordostindien: Hier leben insgesamt 7,8 Millionen Christen, drei der sieben nordostindischen Bundesstaaten haben eine christliche Bevölkerungsmehrheit. Am höchsten ist der christliche Bevölkerungsanteil in Nagaland mit 87,9 Prozent, gefolgt von Mizoram (87,2 Prozent) und Meghalaya (74,6 Prozent). Die ebenfalls im Nordosten gelegenen Bundesstaaten Manipur (41,3 Prozent) und Arunachal Pradesh (30,3 Prozent) haben nennenswerte christliche Minderheiten.
Kleinere Konzentrationen von Christen finden sich in den Adivasi-Gebieten der ostindischen Bundesstaaten Jharkhand, Orissa und Chhattisgarh. In den bevölkerungsreichen Bundesstaaten Nordwestindiens ist das Christentum hingegen praktisch überhaupt nicht vertreten: In Uttar Pradesh, dem einwohnerstärksten Bundesstaat Indiens, sind etwa nur 0,2 Prozent der Bevölkerung Christen.

## Konfessionen

### Thomaschristen
Die Thomaschristen führen ihre Tradition auf den Apostel Thomas zurück, der Indien im Jahr 52 erreicht haben soll. Sie sind noch heute etwa im Bundesstaat Kerala zu finden und machen einen erheblichen Prozentsatz der dortigen Bevölkerung aus. Die christliche Konfession in Kerala erscheint nach dieser Überlieferung älter als die europäische.
300.000 Menschen gehörten 1991 zur syro-malankarischen Kirche (Thomaschristen mit westsyrischem Ritus); die syro-malabarische Kirche (Thomaschristen mit ostsyrischem Ritus) zählte 1991 3,5 Millionen Mitglieder. Beide Kirchen sind mit der römisch-katholischen Kirche uniert.

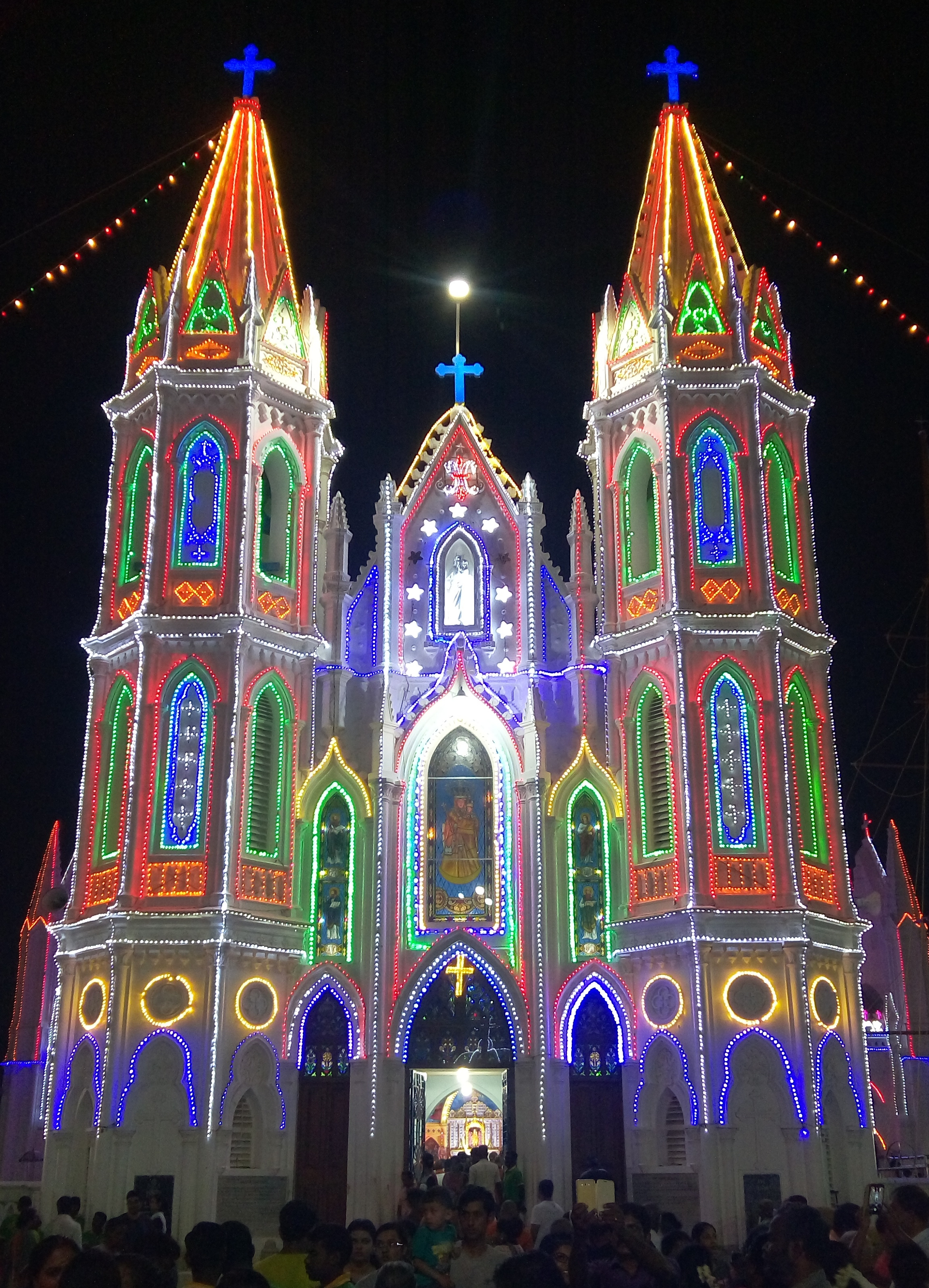
Die Marienbasilika in Velankanni ist einer der wichtigsten christlichen Pilgerorte in Indien.

### Römisch-katholische Kirche
Die Geschichte des Katholizismus in Indien begann mit der Missionierung durch die Portugiesen infolge der Erschließung des Seeweges um Afrika durch Vasco da Gama.
Die römisch-katholische Kirche umfasst in Indien drei unterschiedliche Teilkirchen: Die lateinische Kirche mit westlichem Ritus, die unierte syro-malabarische Kirche (ostsyrischer Ritus) und die syro-malankarische Kirche (westsyrischer Ritus). Die beiden letzteren sind mit Rom unierte Kirchen der Thomaschristen in Kerala.
Nach Angaben der römisch-katholischen Kirche aus dem Jahr 2005 leben in Indien 17,3 Millionen Katholiken. Demnach dürften rund zwei Drittel der indischen Christen katholischen Glaubens sein. Es gibt in Indien insgesamt 30 Erzbistümer und 134 Bistümer, insgesamt also 164 Diözesen. Davon gehören 128 Bistümer zum lateinischen, 28 zum syro-malabarischen und 8 zum syro-malankarischen Ritus. Im Jahr 2003 wurden 14.000 römisch-katholische Diözesanpriester sowie 4.300 Mönche und 100.000 Nonnen gezählt.
Am stärksten verwurzelt ist die katholische Kirche in Südindien, vor allem in der ehemaligen portugiesischen Kolonie Goa. Die Goa-Katholiken stellten während der Kolonialzeit noch die Bevölkerungsmehrheit. Mittlerweile sind sie durch die Zuwanderung aus anderen Landesteilen zur Minderheit geworden, haben aber immer noch eine dominante gesellschaftliche Position inne. Auch in Kerala und Tamil Nadu sind die Katholiken die größte christliche Konfession, wobei in Kerala die Mehrheit der Katholiken der Syro-Malabarischen Kirche angehört.

### Protestantismus
Im 18. Jahrhundert erreichte Bartholomäus Ziegenbalg im Auftrag der Dänisch-Halleschen Mission den Subkontinent. Die Evangelisch-Lutherische Kirche in Tamil Nadu trägt den Namen Tamil Evangelical Lutheran Church. Die organisierte Äußere Mission des Protestantismus nahm ihren Anfang in Indien.
Die Church of South India als größte evangelische Denomination Indiens entstand 1947 als ein Zusammenschluss presbyterianischer, reformierter, kongregationalistischer, methodistischer und anglikanischer Kirchen. Sie hatte 1995 etwa 2,2 Millionen Mitglieder.
Die Church of North India zählte wie die Mar-Thoma-Kirche jeweils eine Million Mitglieder.
In Indien lebten 1995 1.300.000 Lutheraner, 473.000 Methodisten und 425.000 Baptisten. Die größte einheimische Pfingstkirche ist die Indische Pfingstkirche Gottes. Im Bundesstaat Andhra Pradesh leben in der Umgebung von Mahbubnagar mennonitische Christen, die seit 1890 missioniert worden waren.

## Konflikte
Seit dem Aufkeimen des Hindu-Nationalismus in den 1980er Jahren kam es besonders in Orissa immer wieder zu blutigen Auseinandersetzungen. Dies führte zur Vertreibung tausender Christen, weil deren Häuser und Kirchen zerstört wurden, und zu zahlreichen Toten. Immer wieder wird Christen vorgeworfen, sie riefen zu Konversion zum christlichen Glauben auf. Dieses ist in Orissa verboten.
1999 wurden der australische Prediger Graham Stewart Staines sowie seine zwei Söhne von einem Mob bei lebendigem Leib verbrannt.
2007 wurden in Orissa fast 200 Kirchen niedergerissen.
In der zweiten Jahreshälfte 2008 kam es ab August nach der fälschlicherweise zuerst Christen angelasteten Tötung von Swami Lakshmanananda und kurz vor Wahlen in und um Orissa zu religiös motivierten Pogromen gegen Christen und Kirchen, bei denen mindestens 59 Christen getötet, rund 4.000 Gebäude in Brand gesetzt, mehr als 18.000 verletzt wurden und mehr als 50.000 Menschen aus Angst vor Verfolgung flohen. Nach Geoff Tunnicliffe, dem internationalen Leiter der Weltweiten Evangelischen Allianz wurden mindestens 70 Menschen getötet, mindestens 149 Kirchen zerstört und circa 54.000 Christen obdachlos. Im Oktober 2008 waren noch rund 11.000 davon in Flüchtlingslagern.
Die Nachrichtenagentur Asianews meldete im November 2008, dass Hindu-Fundamentalisten in Orissa Belohnungen für Gewalt an Christen aussetzten; für die Ermordung von Geistlichen seien demnach 250 Dollar Belohnung ausgesetzt worden, alternativ auch Lebensmitteln oder Benzin. Die indische Regierung setzte eine Spezialeinheit von Sicherheitskräften ein.
An Weihnachten im Jahr 2021 wurden christliche Prozessionen angegriffen. Gleichzeitig wurde der Hilfsorganisation des Mutter-Teresa-Ordens verboten, Spenden aus dem Ausland zu erhalten.
Das Hilfswerk Open Doors dokumentiert regelmäßig das Ausmaß der Christenverfolgung in Indien.